# Calcutta Cup
Calcutta Cup è un trofeo internazionale di rugby a 15 annualmente in palio tra le squadre nazionali maschili di Inghilterra e Scozia.
Nato per celebrare il ricordo di un club rugbistico indiano di Calcutta scioltosi nel 1878, si tratta di uno dei più antichi e famosi riconoscimenti rugbistici e si assegna dal 1879.
Al 2025 se ne sono tenute 132 edizioni e l'Inghilterra, detentrice, ne ha vinte 72 a fronte delle 44 della Scozia; 16 sono i pareggi, il più recente nel 2019.
Originariamente assegnato attraverso un incontro annuale appositamente organizzato, dal 1883 è aggiudicato alla vincente dell'incontro in calendario del torneo oggi noto come Sei Nazioni.

## Storia

### Il Calcutta Football Club
Il 25 dicembre 1872 si tenne a Calcutta, all'epoca capitale dell'impero anglo-indiano, un incontro di rugby tra due squadre di venti giocatori ciascuna, una delle quali composta interamente da inglesi e l'altra da scozzesi, gallesi e irlandesi; l'esibizione ebbe successo e una settimana più tardi fu replicata; poche settimane dopo, a 1873 appena iniziato, nacque il Calcutta Football Club.
Il nuovo consorzio conobbe un periodo di grande successo, perché già nel primo anno contava 137 membri e diede vita a una qualificata serie di incontri, tra cui quelli contro squadre militari che vantavano molti giocatori internazionali e il derby contro il Calcutta Volunteers, secondo club in ordine di tempo a essere fondato in città; l'anno successivo si affiliò alla Rugby Football Union e vide nei suoi ranghi anche diversi internazionali che rappresentarono Inghilterra, Galles e Scozia.
Il Calcutta FC iniziò a declinare quando il polo e il tennis, sport più confacenti al clima locale, presero sempre più piede tra i coloniali lì presenti e la squadra non ebbe più ricambi; un altro colpo decisivo fu l'abbandono di Calcutta da parte di una guarnigione dell'esercito britannico.
Per effetto di ciò, pur non mancando di fondi, il Calcutta FC fu costretto a sciogliersi per mancanza di avversari contro cui giocare.

### La nascita della Calcutta Cup
A seguito dello scioglimento dopo solo quattro anni scarsi di attività, quindi, nacque l'esigenza di come impiegare l'eredità del club, consistente nei fondi a disposizione depositati presso una locale banca; furono accantonate le ipotesi di organizzare una festa o una cena collettiva perché giudicati eventi dei quali si sarebbe presto persa la memoria; l'ex tesoriere e capitano del club G. A. James Rothney suggerì che la dotazione economica del Calcutta FC (270 rupie d'argento equivalenti a circa 60 sterline dell'epoca) fosse fusa e utilizzata per forgiare un trofeo da donare alla Rugby Football Union affinché questa lo mettesse in palio in una competizione a sua scelta e continuasse a mantenere vivo il ricordo del defunto club, ed espresse tale desiderio in una lettera inviata a Londra nel dicembre 1877.
Rothney aveva anche suggerito che la competizione in cui metterlo in palio fosse un torneo inglese per squadre di club, ma la federazione non era incline a istituire una competizione strutturata che a suo pensare avrebbe aperto la strada al professionismo, da essa osteggiato in tutti i modi; A.G. Guillemard, presidente della Rugby Football Union, rispose a Rothney nel gennaio 1878 accettando la proposta del trofeo ma annunciando che sarebbe stato utilizzato per premiare annualmente la squadra vincitrice da un incontro annuale tra le nazionali di Inghilterra e Scozia.
Rothney commissionò quindi il trofeo a un rinomato artigiano indiano, che forgiò una coppa alta circa 45 centimetri con tre manici a forma di cobra e con un elefante bianco a sormontarne il coperchio.
Sul basamento in legno della coppa fu incisa una dedica in inglese che, tradotta, recita: «La Calcutta Cup, offerta alla Rugby Football Union dal Calcutta Football Club quale trofeo internazionale da contendersi annualmente tra Inghilterra e Scozia — 1878».

### La contesa tra Inghilterra e Scozia

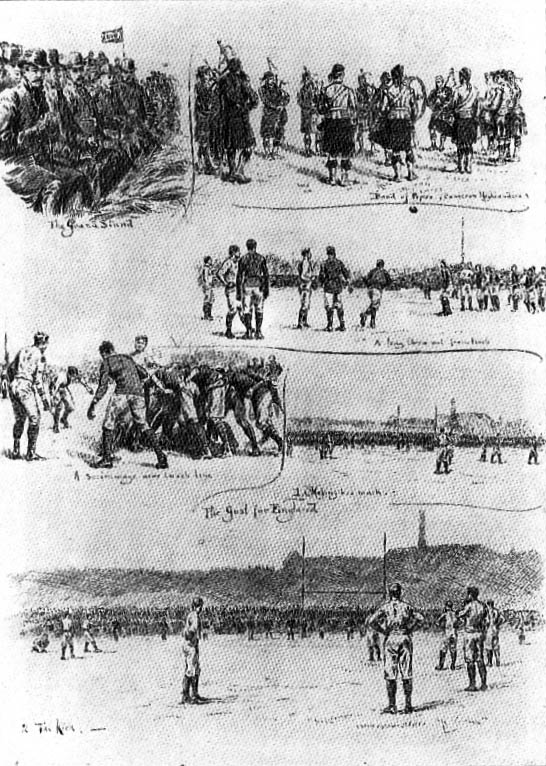
La Calcutta Cup 1890 a Edimburgo

In corso d'anno la coppa giunse nel Regno Unito e il 10 marzo 1879 fu ufficialmente presentata al Raeburn Place di Edimburgo prima della sfida tra Scozia e Inghilterra.
Il trofeo non fu, tuttavia, assegnato in tale occasione, perché l'incontro terminò in parità con un drop per la squadra di casa e un calcio piazzato per gli ospiti (con il sistema di punteggio odierno sarebbe un 3-3): il primo vincitore si ebbe un anno più tardi, il 28 febbraio 1880 a Manchester quando l'Inghilterra vinse per due calci piazzati a uno (equivalente a un 6-3 con il punteggio attuale).
Dal 1883 il trofeo coincise con l'incontro previsto in calendario per l'Home Championship, torneo interbritannico tra le quattro Home Nations del Regno Unito (Inghilterra, Scozia, Galles e Irlanda) e che oggi è noto come Sei Nazioni dopo l'ingresso nello stesso di Francia e, per ultima, Italia.
In tale occasione l'incontro si risolse in parità per quanto riguarda i calci piazzati (zero a zero) ma con la discriminante di due mete a una per l'Inghilterra che all'epoca non conferivano punti ma solo la possibilità di battere tra i pali e trasformare in punti.
Tale incontro, con il sistema di punteggio oggi vigente, sarebbe terminato 10-5 per gli inglesi.
Nel decennio successivo anche Galles e Irlanda avevano progredito a un livello tale da poter essere validi contendenti di Inghilterra e Scozia, e a fine secolo si tentò di convincere la RFU a estendere la messa in palio della Calcutta Cup alla nazione che vincesse il torneo ma ormai a quel punto, dopo circa quindici anni che essa era visto come un riconoscimento alla lotta per la supremazia tra Inghilterra e Scozia, fu deciso definitivamente che solo due dette nazionali potessero disputarsene il possesso.
Benché essa passasse di mano quando la squadra detentrice veniva sconfitta, la Calcutta Cup era ed è tuttora di proprietà della Rugby Football Union; tuttavia il trofeo originale non viene più assegnato dal 1988 perché nel corso della sua storia subì danneggiamenti e fu giudicato troppo fragile per essere maneggiato senza cura.
Da tale data viene consegnata una replica dello stesso mentre la coppa originale si trova permanentemente esposta a Londra al World Rugby Museum presso lo stadio di Twickenham.
Fin dall'istituzione dell'Home Championship la Calcutta Cup si è sempre disputata in ogni edizione in cui si è tenuto (comprese le nuove denominazioni di Cinque e, a seguire, Sei Nazioni), e quelle in cui non fu disputata coincidono con le interruzioni del torneo dovute alle due guerre (dal 1915 al 1919 e dal 1940 al 1946).
L'edizione del 1938 è storicamente rilevante perché coincise con la prima diretta televisiva di sempre di un match di rugby a 15: la BBC teletrasmise la vittoria scozzese per 16-11 a Twickenham, incontro che non valse solo la Calcutta Cup ma anche la vittoria nel torneo e la Triplice Corona.
A tutto il Sei Nazioni 2022 la Calcutta Cup è stata messa in palio 129 volte con 71 conquiste inglesi a fronte delle 42 scozzesi; in altre 16 occasioni la sfida si concluse in parità (la più recente delle quali nel 2019, 38-38 a Twickenham).
Nei casi in cui la sfida non abbia un vincitore il trofeo rimane in possesso della squadra che lo deteneva.
Fatta salva la prima edizione in assoluto, nella quale non esisteva un detentore precedente, l'Inghilterra vanta 11 pareggi da detentrice, il più recente dei quali nella citata edizione del 2010, mentre la Scozia ne conta altresì 4.
La Scozia detentrice del trofeo al 2022 proviene da due vittorie consecutive, avendo vinto la Calcutta Cup nel 2021 a Twickenham: erano 38 anni che non batteva l'Inghilterra sul proprio suolo, ultimo precedente il Cinque Nazioni 1983 con vittoria 22-12; a propria volta l'Inghilterra vanta la serie più lunga di vittorie (9) tra i Cinque Nazioni del 1991 e 1999; più in generale, nell'era professionistica (dall'edizione 1996), solo in sei occasioni l'Inghilterra non ha vinto la Calcutta Cup a parte i citati pareggi del 2010 e 2019; la più recente vittoria dell'Inghilterra, quella del 2020, è giunta a Edimburgo in casa della Scozia.
Inoltre, inglese è anche il giocatore che vanta il record di punti marcati in un incontro valido per la Calcutta Cup: si tratta di Jonny Wilkinson che il 3 febbraio 2007, nella gara d'apertura del torneo, marcò 27 punti nella gara vinta 42-20 dalla sua squadra.
Il miglior realizzatore scozzese in una gara singola è invece Gavin Hastings, che marcò 21 punti nella miglior vittoria di sempre della sua compagine contro gli inglesi, 33-6 nel Cinque Nazioni 1986.

## Palmarès
| Anno | Città      | Risultato                  | Vincitrice  |
| ---- | ---------- | -------------------------- | ----------- |
| 1879 | Edimburgo  | Scozia — Inghilterra 3–3   | pareggio    |
| 1880 | Manchester | Inghilterra — Scozia 6–3   | Inghilterra |
| 1881 | Edimburgo  | Scozia — Inghilterra 4–4   | pareggio    |
| 1882 | Manchester | Inghilterra — Scozia 0–2   | Scozia      |
| 1883 | Edimburgo  | Scozia — Inghilterra 1–2   | Inghilterra |
| 1884 | Londra     | Inghilterra — Scozia 3–1   | Inghilterra |
| 1886 | Edimburgo  | Scozia — Inghilterra 0–0   | pareggio    |
| 1887 | Manchester | Inghilterra — Scozia 1–1   | pareggio    |
| 1890 | Edimburgo  | Scozia — Inghilterra 0–6   | Inghilterra |
| 1891 | Londra     | Inghilterra — Scozia 3–9   | Scozia      |
| 1892 | Edimburgo  | Scozia — Inghilterra 0–5   | Inghilterra |
| 1893 | Leeds      | Inghilterra — Scozia 0–8   | Scozia      |
| 1894 | Edimburgo  | Scozia — Inghilterra 6–0   | Scozia      |
| 1895 | Londra     | Inghilterra — Scozia 3–6   | Scozia      |
| 1896 | Glasgow    | Scozia — Inghilterra 11–0  | Scozia      |
| 1897 | Manchester | Inghilterra — Scozia 12–3  | Inghilterra |
| 1898 | Edimburgo  | Scozia — Inghilterra 3–3   | pareggio    |
| 1899 | Londra     | Inghilterra — Scozia 0–5   | Scozia      |
| 1900 | Edimburgo  | Scozia — Inghilterra 0–0   | pareggio    |
| 1901 | Londra     | Inghilterra — Scozia 3–18  | Scozia      |
| 1902 | Edimburgo  | Scozia — Inghilterra 3–6   | Inghilterra |
| 1903 | Londra     | Inghilterra — Scozia 6–10  | Scozia      |
| 1904 | Edimburgo  | Scozia — Inghilterra 6–3   | Scozia      |
| 1905 | Londra     | Inghilterra — Scozia 0–8   | Scozia      |
| 1906 | Edimburgo  | Scozia — Inghilterra 3–9   | Inghilterra |
| 1907 | Londra     | Inghilterra — Scozia 3–8   | Scozia      |
| 1908 | Edimburgo  | Scozia — Inghilterra 16–10 | Scozia      |
| 1909 | Richmond   | Inghilterra — Scozia 8–18  | Scozia      |
| 1910 | Edimburgo  | Scozia — Inghilterra 5–14  | Inghilterra |
| 1911 | Londra     | Inghilterra — Scozia 13–8  | Inghilterra |
| 1912 | Edimburgo  | Scozia — Inghilterra 8–3   | Scozia      |
| 1913 | Londra     | Inghilterra — Scozia 3–0   | Inghilterra |
| 1914 | Edimburgo  | Scozia — Inghilterra 15–16 | Inghilterra |
| 1920 | Londra     | Inghilterra — Scozia 13–4  | Inghilterra |
| 1921 | Edimburgo  | Scozia — Inghilterra 0–18  | Inghilterra |
| 1922 | Londra     | Inghilterra — Scozia 11–5  | Inghilterra |
| 1923 | Edimburgo  | Scozia — Inghilterra 6–8   | Inghilterra |
| 1924 | Londra     | Inghilterra — Scozia 19–0  | Inghilterra |
| 1925 | Edimburgo  | Scozia — Inghilterra 14–11 | Scozia      |
| 1926 | Londra     | Inghilterra — Scozia 9–17  | Scozia      |
| 1927 | Edimburgo  | Scozia — Inghilterra 21–13 | Scozia      |
| 1928 | Londra     | Inghilterra — Scozia 6–0   | Inghilterra |
| 1929 | Edimburgo  | Scozia — Inghilterra 12–6  | Scozia      |
| 1930 | Londra     | Inghilterra — Scozia 0–0   | pareggio    |
| 1931 | Edimburgo  | Scozia — Inghilterra 28–19 | Scozia      |
| 1932 | Londra     | Inghilterra — Scozia 16–3  | Inghilterra |
| 1933 | Edimburgo  | Scozia — Inghilterra 3–0   | Scozia      |
| 1934 | Londra     | Inghilterra — Scozia 6–3   | Inghilterra |
| 1935 | Edimburgo  | Scozia — Inghilterra 10–7  | Scozia      |
| 1936 | Londra     | Inghilterra — Scozia 9–8   | Inghilterra |
| 1937 | Edimburgo  | Scozia — Inghilterra 3–6   | Inghilterra |
| 1938 | Londra     | Inghilterra — Scozia 16–21 | Scozia      |
| 1939 | Edimburgo  | Scozia — Inghilterra 6–9   | Inghilterra |
| 1947 | Londra     | Inghilterra — Scozia 24–5  | Inghilterra |
| 1948 | Edimburgo  | Scozia — Inghilterra 6–3   | Scozia      |
| 1949 | Londra     | Inghilterra — Scozia 19–3  | Inghilterra |
| 1950 | Edimburgo  | Scozia — Inghilterra 13–11 | Scozia      |
| 1951 | Londra     | Inghilterra — Scozia 5–3   | Inghilterra |
| 1952 | Edimburgo  | Scozia — Inghilterra 3–19  | Inghilterra |
| 1953 | Londra     | Inghilterra — Scozia 26–8  | Inghilterra |
| 1954 | Edimburgo  | Scozia — Inghilterra 3–13  | Inghilterra |
| 1955 | Londra     | Inghilterra — Scozia 9–6   | Inghilterra |
| 1956 | Edimburgo  | Scozia — Inghilterra 6–11  | Inghilterra |
| 1957 | Londra     | Inghilterra — Scozia 16–3  | Inghilterra |
| 1958 | Edimburgo  | Scozia — Inghilterra 3-3   | pareggio    |
| 1959 | Londra     | Inghilterra — Scozia 3-3   | pareggio    |
| 1960 | Edimburgo  | Scozia — Inghilterra 12–21 | Inghilterra |
| 1961 | Londra     | Inghilterra — Scozia 6–0   | Inghilterra |
| 1962 | Edimburgo  | Scozia — Inghilterra 3–3   | pareggio    |
| 1963 | Londra     | Inghilterra — Scozia 10–8  | Inghilterra |

| Anno | Città     | Risultato                  | Vincitrice  |
| ---- | --------- | -------------------------- | ----------- |
| 1964 | Edimburgo | Scozia — Inghilterra 15–6  | Scozia      |
| 1965 | Londra    | Inghilterra — Scozia 3–3   | pareggio    |
| 1966 | Edimburgo | Scozia — Inghilterra 6–3   | Scozia      |
| 1967 | Londra    | Inghilterra — Scozia 27–14 | Inghilterra |
| 1968 | Edimburgo | Scozia — Inghilterra 6–8   | Inghilterra |
| 1969 | Londra    | Inghilterra — Scozia 8–3   | Inghilterra |
| 1970 | Edimburgo | Scozia — Inghilterra 14–5  | Scozia      |
| 1971 | Londra    | Inghilterra — Scozia 15–16 | Scozia      |
| 1972 | Edimburgo | Scozia — Inghilterra 23–9  | Scozia      |
| 1973 | Londra    | Inghilterra — Scozia 20–13 | Inghilterra |
| 1974 | Edimburgo | Scozia — Inghilterra 16–14 | Scozia      |
| 1975 | Londra    | Inghilterra — Scozia 7–6   | Inghilterra |
| 1976 | Edimburgo | Scozia — Inghilterra 22–12 | Scozia      |
| 1977 | Londra    | Inghilterra — Scozia 26–6  | Inghilterra |
| 1978 | Edimburgo | Scozia — Inghilterra 0–15  | Inghilterra |
| 1979 | Londra    | Inghilterra — Scozia 7–7   | pareggio    |
| 1980 | Edimburgo | Scozia — Inghilterra 18–30 | Inghilterra |
| 1981 | Londra    | Inghilterra — Scozia 23–17 | Inghilterra |
| 1982 | Edimburgo | Scozia — Inghilterra 9–9   | pareggio    |
| 1983 | Londra    | Inghilterra — Scozia 12–22 | Scozia      |
| 1984 | Edimburgo | Scozia — Inghilterra 18–6  | Scozia      |
| 1985 | Londra    | Inghilterra — Scozia 10–7  | Inghilterra |
| 1986 | Edimburgo | Scozia — Inghilterra 33–6  | Scozia      |
| 1987 | Londra    | Inghilterra — Scozia 21–12 | Inghilterra |
| 1988 | Edimburgo | Scozia — Inghilterra 6–9   | Inghilterra |
| 1989 | Londra    | Inghilterra — Scozia 12–12 | pareggio    |
| 1990 | Edimburgo | Scozia — Inghilterra 13–7  | Scozia      |
| 1991 | Londra    | Inghilterra — Scozia 21–12 | Inghilterra |
| 1992 | Edimburgo | Scozia — Inghilterra 7–25  | Inghilterra |
| 1993 | Londra    | Inghilterra — Scozia 26–12 | Inghilterra |
| 1994 | Edimburgo | Scozia — Inghilterra 14–15 | Inghilterra |
| 1995 | Londra    | Inghilterra — Scozia 24–12 | Inghilterra |
| 1996 | Edimburgo | Scozia — Inghilterra 9–18  | Inghilterra |
| 1997 | Londra    | Inghilterra — Scozia 41–13 | Inghilterra |
| 1998 | Edimburgo | Scozia — Inghilterra 20–34 | Inghilterra |
| 1999 | Londra    | Inghilterra — Scozia 24–21 | Inghilterra |
| 2000 | Edimburgo | Scozia — Inghilterra 19–13 | Scozia      |
| 2001 | Londra    | Inghilterra — Scozia 43–3  | Inghilterra |
| 2002 | Edimburgo | Scozia — Inghilterra 3–29  | Inghilterra |
| 2003 | Londra    | Inghilterra — Scozia 40–9  | Inghilterra |
| 2004 | Edimburgo | Scozia — Inghilterra 13–35 | Inghilterra |
| 2005 | Londra    | Inghilterra — Scozia 43–22 | Inghilterra |
| 2006 | Edimburgo | Scozia — Inghilterra 18–12 | Scozia      |
| 2007 | Londra    | Inghilterra — Scozia 42–20 | Inghilterra |
| 2008 | Edimburgo | Scozia — Inghilterra 15–9  | Scozia      |
| 2009 | Londra    | Inghilterra — Scozia 26–12 | Inghilterra |
| 2010 | Edimburgo | Scozia — Inghilterra 15–15 | pareggio    |
| 2011 | Londra    | Inghilterra — Scozia 22–17 | Inghilterra |
| 2012 | Edimburgo | Scozia — Inghilterra 6–13  | Inghilterra |
| 2013 | Londra    | Inghilterra — Scozia 38–18 | Inghilterra |
| 2014 | Edimburgo | Scozia — Inghilterra 0–20  | Inghilterra |
| 2015 | Londra    | Inghilterra — Scozia 25–13 | Inghilterra |
| 2016 | Edimburgo | Scozia — Inghilterra 9–15  | Inghilterra |
| 2017 | Londra    | Inghilterra — Scozia 61–21 | Inghilterra |
| 2018 | Edimburgo | Scozia — Inghilterra 25–13 | Scozia      |
| 2019 | Londra    | Inghilterra — Scozia 38–38 | pareggio    |
| 2020 | Edimburgo | Scozia — Inghilterra 6–13  | Inghilterra |
| 2021 | Londra    | Inghilterra — Scozia 6–11  | Scozia      |
| 2022 | Edimburgo | Scozia — Inghilterra 20–17 | Scozia      |
| 2023 | Londra    | Inghilterra — Scozia 23–29 | Scozia      |
| 2024 | Edimburgo | Scozia — Inghilterra 30–21 | Scozia      |
| 2025 | Londra    | Inghilterra — Scozia 16–15 | Inghilterra |
| 2026 | Edimburgo | Scozia — Inghilterra       | —           |

## Riepilogo vittorie
| Squadra     | Vittorie | Anno |
| ----------- | -------- | --- |
| Inghilterra | 72       | 1880 · 1883 · 1884 · 1890 · 1892 · 1897 · 1902 · 1906 · 1910 · 1911 1913 · 1914 · 1920 · 1921 · 1922 · 1923 · 1924 · 1928 · 1932 · 1934 1936 · 1937 · 1939 · 1947 · 1949 · 1951 · 1952 · 1953 · 1954 · 1955 1956 · 1957 · 1960 · 1961 · 1963 · 1967 · 1968 · 1969 · 1973 · 1975 1977 · 1978 · 1980 · 1981 · 1985 · 1987 · 1988 · 1991 · 1992 · 1993 1994 · 1995 · 1996 · 1997 · 1998 · 1999 · 2001 · 2002 · 2003 · 2004 2005 · 2007 · 2009 · 2011 · 2012 · 2013 · 2014 · 2015 · 2016 · 2017 2020 · 2025 |
| Scozia      | 44       | 1882 · 1891 · 1893 · 1894 · 1895 · 1896 · 1899 · 1901 · 1903 · 1904 1905 · 1907 · 1908 · 1909 · 1912 · 1925 · 1926 · 1927 · 1929 · 1931 1933 · 1935 · 1938 · 1948 · 1950 · 1964 · 1966 · 1970 · 1971 · 1972 1974 · 1976 · 1983 · 1984 · 1986 · 1990 · 2000 · 2006 · 2008 · 2018 2021 · 2022 · 2023 · 2024 |
| Pareggi     | 16       | 1879 · 1881 · 1886 · 1887 · 1898 · 1900 · 1930 · 1958 · 1959 · 1962 1965 · 1979 · 1982 · 1989 · 2010 · 2019 |

### Statistiche

#### Di squadra
- Miglior serie:
  - Inghilterra: 9 vittorie consecutive (1991 — 1999, assoluta)
  - Scozia: 4 vittorie consecutive (1893 — 1896 e 2021 — 2024)
- Vittorie con il maggiore scarto:
  - Inghilterra: 40 punti (43-3, 3 marzo 2001; 61-21, 11 marzo 2017, assolute)[11]
  - Scozia: 27 punti (33-6, 15 febbraio 1986)[12][13]
- Maggior numero di punti in un singolo incontro:
  - Inghilterra: 61 punti (Inghilterra — Scozia 61-21, 11 marzo 2017)[11]
  - Scozia: 38 punti (Inghilterra — Scozia 38-38, 16 marzo 2019)[12]
  - Complessivo: 82 punti (Inghilterra — Scozia 61-21, 11 marzo 2017)[11]
- Minor numero di punti in un singolo incontro:
  - 0 punti (Scozia — Inghilterra 0-0, 13 marzo 1886 e 10 marzo 1900; Inghilterra — Scozia 0-0, 15 marzo 1930)
- Vittoria esterna più recente:
  - Inghilterra: Edimburgo, 8 febbraio 2020: Scozia — Inghilterra 6-13
  - Scozia: Londra, 4 febbraio 2023: Inghilterra — Scozia 23-29

#### Individuali
- Maggior numero di edizioni disputate:
  - Inghilterra: Jason Leonard (13, 1991-2003, assoluto)
  - Scozia: Ross Ford (12, 2006-2017)
- Maggior numero di vittorie:
  - Jason Leonard (Inghilterra), 12 edizioni dal 1991 al 1999 e dal 2001 al 2003
- Miglior marcatore in un singolo incontro:
  - Jonny Wilkinson (Inghilterra), 27 punti in Inghilterra — Scozia 42-20, 3 febbraio 2007